# Dirigeant de la saison de la Ligue canadienne de hockey
 (juin 2024).
Si vous disposez d'ouvrages ou d'articles de référence ou si vous connaissez des sites web de qualité traitant du thème abordé ici, merci de compléter l'article en donnant les références utiles à sa vérifiabilité et en les liant à la section « Notes et références ».
Le meilleur dirigeant de la saison de la Ligue canadienne de hockey reçoit chaque année un prix. La distinction n'a pas été attribuée depuis 2002.

## Vainqueur
| Saison  | Récipiendaire   | Équipe                         | Ligue |
| ------- | --------------- | ------------------------------ | ----- |
| 1989-90 | Russ Farwell    | Thunderbirds de Seattle        | LHOu  |
| 1990-91 | Sherwood Bassin | Greyhounds de Sault Ste. Marie | LHO   |
| 1991-92 | Bert Templeton  | Centennials de North Bay       | LHO   |
| 1992-93 | Jim Rutherford  | Red Wings Junior de Détroit    | LHO   |
| 1993-94 | Bob Brown       | Blazers de Kamloops            | LHOu  |
| 1994-95 | Kelly McCrimmon | Wheat Kings de Brandon         | LHOu  |
| 1995-96 | Tim Speltz      | Chiefs de Spokane              | LHOu  |
| 1996-97 | Harold MacKay   | Mooseheads d'Halifax           | LHJMQ |
| 1997-98 | Paul McIntosh   | Knights de London              | LHJMQ |
| 1998-99 | Jeff Hunt       | 67 d'Ottawa                    | LHO   |
| 1999-00 | Maurice Tanguay | Océanic de Rimouski            | LHJMQ |
| 2000-01 | Mario Boucher   | Cataractes de Shawinigan       | LHJMQ |
| 2001-02 | Sherwood Bassin | Otters d'Érié                  | LHO   |